# Nkolya
Nkolya est un village du Cameroun, situé dans la commune de Nkolmetet, le département du Nyong-et-So'o et la région du Centre.

## Population
En 1963, Nkolya comptait 879 habitants, principalement des Bané. Lors du recensement de 2005, on y a dénombré 1 819 personnes dont 643 pour Nkolya I, 874 pour Nkolya II et 302 pour Nkolya III.